# Enantiodes
Enantiodes är ett släkte av fjärilar. Enantiodes ingår i familjen mätare.
Kladogram enligt Catalogue of Life:
| Enantiodes | \| \| Enantiodes consanguinea \| \| \| \| \| \| Enantiodes stellifera \| \| \| \| |
|            | \| \| Enantiodes consanguinea \| \| \| \| \| \| Enantiodes stellifera \| \| \| \| |
|            | Enantiodes consanguinea                                                           |
|            |                                                                                   |
|            | Enantiodes stellifera                                                             |
|            |                                                                                   |